# Imma celtiphaga
Imma celtiphaga är en fjärilsart som beskrevs av Bradley 1982. Imma celtiphaga ingår i släktet Imma och familjen Immidae. Inga underarter finns listade i Catalogue of Life.